# Sewayaki Kitsune no Senko-san
Sewayaki Kitsune no Senko-san (世話やきキツネの仙狐さん) là bộ seinen manga Nhật Bản hài hước của tác giả truyện tranh Rimukoro. Được đăng trên trang web Comic Newtype của Kadokawa Shoten từ tháng 10 năm 2017. Câu chuyện kể về Nakano Kuroto, một nhân viên làm việc cật lực tại công ty của mình, cuộc sống của anh đã tốt đẹp hơn khi gặp một nữ cáo tận tình chăm sóc anh tên Senko. Bản chuyển thể anime truyền hình được sản xuất bởi Doga Kobo đã được phát sóng từ tháng 4 năm 2019.

## Cốt truyện
Nakano Kuroto là một nhân viên văn phòng trẻ tuổi thường sống với cuộc đời u ám và căng thẳng, do làm việc quá sức tại công ty của mình. Một đêm nọ sau khi được nhờ thêm việc, anh trở về nhà mình và thấy một kitsune có dáng hình trẻ con với đôi tai cáo đang nấu bữa tối; cô là Senko, 800 tuổi, được gửi đến Trái đất từ thế giới linh hồn để giải thoát Nakano khỏi cuộc sống u tàn và giúp anh tìm lại cảm giác hạnh phúc. Cuộc sống của Nakano bắt đầu tốt hơn nhờ vào sự tận tình của Senko.

## Nhân vật
Senko (仙狐 (Tiên Hồ))
Lồng tiếng bởi: Waki Azumi
Là một nữ kitsune dù có ngoại hình trẻ con nhưng đã sống 800 tuổi, được gửi từ thế giới linh hồn đến để giải thoát Kuroto khỏi cuộc sống căng thẳng do làm việc quá sức. Cao 125cm (135cm nếu tính thêm đôi tai). Mái tóc cam và đôi mắt vàng, cô diện trang phục của miko và đi một đôi geta. Cô tự hào khi chăm sóc Kuroto đến mức nuông chiều anh như một người mẹ/vợ, nấu ăn, giặt giũ và dọn dẹp nhà cửa.
Cô thích nấu món đậu phụ chiên (kiểu Nhật), mát xa, chải chuốt và cho Kuroto những chiếc nệm sưởi nắng ấm để đảm bảo anh ngủ đủ giấc. Cô sẽ không vui nếu Kuroto ưu tiên công việc hơn sức khỏe của mình. Senko thường không thoải mái khi cho phép Kuroto chạm vào đuôi và tai của cô.
Nakano Kuroto (中野 玄人 (Trung Dã Huyền Nhân))
Lồng tiếng bởi: Suwabe Junichi
Kuroto là một nhân viên làm việc trong văn phòng tại một công ty. Cao 180cm. Anh sống cuộc đời làm việc không ngừng nghỉ tại công ty, luôn thức khuya, ăn mỳ và sống cô lập trong căn hộ của mình. Kuroto luôn thức dậy sớm, đôi khi bỏ cả bữa sáng, bắt những chuyến tàu và trở về nhà muộn – cuộc sống của anh cứ như thế lặp lại hàng ngày. Kuroto lớn lên ở vùng nông thôn với ông bà, sau đó chuyển đến ngoại ô thành phố lớn để tìm việc. Cuộc sống của anh đã thay đổi theo hướng tích cực sau khi Senko xuất hiện.
Sức khỏe và tinh thần của Kuroto cải thiện theo thời gian. Những thói quen xấu hằng ngày của Kuroto tạo nên một cái bóng đen; mà có thể hủy hoại cuộc đời anh, nó tan dần mỗi khi có sự chăm sóc của Senko. Anh có thói quen chạm vào đuôi và tai của Senko vì sự mềm mại chúng mang lại.
Shiro (シロ (Bạch))
Lồng tiếng bởi: Uchida Maaya
Là một nữ kitsune khác đến để giúp Kuroto đẩy lùi chùm bóng thường xuất hiện sau anh mỗi khi căng thẳng, vì gần như Senko gặp một ít khó khăn trong việc này. Cao 140cm (150cm nếu tính thêm đôi tai). Cô cảm thấy Kuroto như một người hầu, nghĩ rằng con người nên tôn sùng những kitsune được gửi đến để giúp họ như cô. Shiro đồng thời làm bạn với Kouenji.
Kouenji Yasuko (高円寺 安子 (Cao Viên Tự An Tử))
Lồng tiếng bởi: Sakura Ayane
Hàng xóm phòng bên cạnh Kuroto. Cao 160cm. Cô là một họa sĩ truyện tranh đầy tham vọng và là một sinh viên. Hiện cô đang vừa học vừa làm việc tại nhà. Cô biết đến Kuroto từ tiếng ồn của Senko vì trước đó nơi đây thường im lặng trước khi Senko đến.
Yozora (夜空 (Dạ Không))
Lồng tiếng bởi: Kitamura Eri
Một nữ kitsune khác.
Yoko (稲荷少女ヨーコ (Đạo Hà Thiếu Nữ Yoko) Inari Shojo Yoko)
Lồng tiếng bởi: Kugimiya Rie
Nhân vật từ bộ anime mà Kouenji xem.

## Truyền thông

### Manga

#### Danh sách tập truyện
| #  | Ngày phát hành       | ISBN                                                            |
| -- | -------------------- | --------------------------------------------------------------- |
| 1  | 10 tháng 4 năm 2018  | 978-4-04-106951-6                                               |
| 2  | 10 tháng 8 năm 2018  | 978-4-04-107271-4                                               |
| 3  | 10 tháng 12 năm 2018 | 978-4-04-107492-3                                               |
| 4  | 10 tháng 4, 2019     | 978-4-04-108107-5                                               |
| 5  | 10 tháng 10, 2019    | 978-4-04-108109-9 (bản thường) 978-4-04-108782-4 (bản đặc biệt) |
| 6  | 10 tháng 3, 2020     | 978-4-04-109216-3                                               |
| 7  | 10 tháng 7, 2020     | 978-4-04-109439-6                                               |
| 8  | 10 tháng 12, 2020    | 978-4-04-110810-9                                               |
| 9  | 10 tháng 6, 2021     | 978-4-04-111445-2                                               |
| 10 | 10 tháng 12, 2021    | 978-4-04-111446-9                                               |
| 11 | 10 tháng 6, 2022     | 978-4-04-112544-1                                               |
| 12 | 10 tháng 2, 2023     | 978-4-04-113152-7 (bản thường) 978-4-04-113433-7 (bản đặc biệt) |

### Anime
Bản chuyển thể anime truyền hình được thông báo vào 2 tháng 12 năm 2018. Do Doga Kobo vẽ hoạt họa và Koshida Tomoaki đạo diễn, Oshima Miwa thiết kế nhân vật, Fujisawa Yoshiaki phụ trách phần âm nhạc. Bộ anime bắt đầu phát sóng từ ngày 10 tháng 4 năm 2019 trên kênh AT-X và nhiều kênh khác. Ca khúc mở đầu là "Koyoi mofumofu!!" (今宵mofumofu!!) do Waki Azumi và Uchida Maaya thực hiện, còn ca khúc kết thúc là "Moffu Moffu de Yoinoja yo" (もっふもっふ DE よいのじゃよ) cũng thực hiện bởi Waki Azumi. Anime chỉ có 12 tập và được Funimation cấp phép. Ở cuối mỗi tập có một đoạn phim ngắn tên "Super Senko-san Time" (スーパー 仙狐さん タイム Sūpā Senko-san taimu), người xem sẽ vào vai đối diện trước màn ảnh và tác động với nhân vật Senko.

#### Danh sách tập phim
| Số tập | Tên tập phim | Ngày phát sóng gốc  |
| --- | --- | ------------------- |
| 1 | "Zonbunni amayaka shite kureyō" "存分に甘やかしてくれよう ()"                                                    | 10 tháng 4 năm 2019 |
| Tại công ty, Nakano Kuroto hoàn thành xong dự án của mình, anh phải ở lại do đồng nghiệp yêu cầu. Ở thế giới linh hồn, Senko theo dõi Nakano trên một màn ảnh, và nói với một kitsune sẵn sàng giúp đỡ anh. Về đến nhà, Nakano thấy một cô gái đang nấu bữa tối, anh ngạc nhiên, tưởng rằng nhầm nhà nhưng nhận ra đó là phòng mình, liền đẩy cô gái ra khỏi cửa. Nhưng cô có khả năng xuyên cửa, cô thấy một chùm bóng đằng sau anh. Kuroto cho cô ở lại và ăn bữa tối do cô nấu. Cô giới thiệu mình tên Senko và là một thần cáo, đã sống được 800 năm. Senko nhắc anh rằng trà đã lạnh, khiến anh nhớ lại trà do bà mình nấu khi thuở nhỏ. Kuroto nhìn thấy đuôi Senko và hỏi cô liệu có thể chạm vào nó. Anh bất chợt ngủ quên, mơ về chuyện thuở nhỏ đi cùng bà mình vào ngôi đền tại một khu rừng và bị lạc ở đó. Anh nhìn thấy một người, chạy theo họ nhưng lại gặp bà mình. Kuroto tỉnh dậy, nghĩ người mình đã thấy trong mơ là Senko.                          | |                     |
| 2 | "Hazukashi gara zu tomo yoiyoi)" "恥ずかしがらずともよいよい ()"                                                 | 17 tháng 4 năm 2019 |
| Sáng ngày sau, anh thức dậy và cho rằng chuyện hôm qua là mơ. Nhưng nó là thật và Senko vẫn ở trong căn hộ. Anh sửa soạn đến công ty và Senko bắt đầu làm bữa sáng. Cô thấy phía sau Kuroto xuất hiện chùm bóng quen thuộc. Cô nhận thấy anh thiếu ngủ và Kuroto nói đó là thói quen. Senko sau đó dọn dẹp căn hộ. Khi trời tối, Kuroto trở về nhà và kể Senko về cả ngày làm việc của mình. Khi nhìn thấy đôi tai Senko, anh muốn chạm vào. Nhưng Kuroto cảm thấy tai mình có gì đó và nhờ Senko giúp. Anh ngủ quên, mơ về mình và Senko tại một nơi. Kuroto thức dậy, hỏi liệu anh và cô đã bao giờ từng gặp nhau. Kuroto sau đó chạm vào tai Senko, một tiếng sấm từ trời đập mạnh, khiến Kouenji – hàng xóm cửa bên phải ra ngoài. Về đêm, Kuroto cố ngủ nhưng không thể, anh cho Senko ngủ trên giường thay vì dưới sàn. | |                     |
| 3 | "Onushi ga shiawase nara sore de yoi" "おぬしが幸せならそれでよい ()"                                            | 24 tháng 4 năm 2019 |
| Kuroto chơi một trò chơi điện tử cùng Senko và anh thắng, theo thỏa thuận anh sẽ được chạm đuôi cô. Cô chạy khắp căn hộ và làm tiếng ồn ào, khiến Kouenji phải gõ cửa. Nhìn thấy Kuroto đang làm gì đó với Senko, cô gọi một cuộc cảnh sát. Senko có ý tưởng là mời Kouenji một bữa ăn, với điều kiện là bỏ qua cho hai người nếu làm ồn Kouenji. Kouenji giới thiệu cô là hàng xóm sống ở phòng bên. Nhận thấy Senko có hình thù kì lạ, cô nghĩ Senko đang cosplay nhân vật tên "Yoko-chan" từ một bộ hoạt hình mà cô xem. Kuroto và Senko đến siêu thị mua nguyên liệu. Anh nói với Senko nên mặc gì đó để che đi đôi tai và đuôi, nhằm để người ngoài không thấy chúng. Nhờ tài nông nghiệp của mình, Senko chọn những vật phẩm cô cho là ngon. Cô gần như để lộ khả năng bay khi mua nattō. Trên đường về nhà, Kuroto cảm thấy anh bớt cô đơn khi mua sắm vì có Senko đi cùng.                                                                                        | |                     |
| 4 | "Sao ngày nghỉ mà vẫnNaze kyūjitsu ni shigoto o senebanaran no ja!?" "なぜ休日に仕事をせねばならんのじゃ！？ ()" | 1 tháng 5 năm 2019  |
| Buổi tối, Kuroto trở về nhà, anh nói với Senko Chủ nhật là ngày nghỉ, nhưng anh phải đến công ty. Senko không muốn anh đến công ty vào ngày nghỉ và Kuroto nhanh chóng ngủ khi chạm đuôi cô. Buổi sáng tiếp theo, Kuroto cố thức dậy nhưng Senko đã thuyết phục anh bằng đuôi của cô, khiến anh ngủ cả ngày tại nhà. Buổi tối, Senko dùng lửa ma trơi của mình để nấu ăn. Kuroto cũng ngạc nhiên bởi điều này. Sáng ngày sau, Kuroto đến công ty khi ngoài trời mưa. Senko bắt tay vào dọn căn hộ và hoàn thành trong chốc lát. Cô cảm thấy lạnh do chiếc máy lạnh treo tường, sau đó tắt nó đi nhưng lại mở nhầm tivi. Senko bối rối vì các đồ dùng điện và làm ồn Kouenji, khiến cô ngắt cầu dao ngoài nhà Kuroto. Kuroto trở về nhà và thấy phòng mình mất điện, với biểu hiện sự sợ hãi của Senko, anh phát hiện cầu dao bị ngắt và bật nó lên. Tại thế giới linh hồn, Yozora và Shiro theo dõi những gì rối loạn đã xảy ra. Shiro quyết định đến nuông chiều Kuroto. | |                     |
| 5 | "Shippo nara, warawa no ga arujaro?" "しっぽなら、わらわのがあるじゃろ？ ()"                                     | 8 tháng 5 năm 2019  |
| Kuroto về nhà và thấy một thần cáo đang ăn tối cùng Senko. Thần cáo này giới thiệu mình tên Shiro. Anh nhìn thấy đuôi màu trắng tinh của Shiro và muốn chạm vào nó, nhưng Shiro lại muốn anh chạm đầu cô. Senko thấy và cũng muốn được chạm. Shiro dùng những lửa ma trơi của mình để xem sự thèm muốn của Kuroto, và nhận ra anh muốn chạm đuôi cô. Shiro hốt hoảng và chạy trốn, cô xuyên qua tường nhà Kouenji. Kouenji muốn chạm một chú mèo và cô tưởng tượng nó ra, đồng thời gọi nó là Tama. Cô ngạc nhiên khi thấy Shiro và nghĩ đó là Tama, nhưng cô nghĩ mình bị ảo giác vì thức đêm. Ngày tiếp theo, Senko chuẩn bị một bồn tắm cho Kuroto. Cô muốn cọ lưng và tắm cùng anh. Kuroto sau đó cọ lại lưng Senko và thấy chiếc đuôi của cô đã ướt. Họ ra ngoài và Kuroto thấy đuôi Senko đã trở lại bình thường, khiến anh muốn chạm vào nó. | |                     |
| 6 | "Mo furitai dakejaro, onushi" "もふりたいだけじゃろ、おぬし ()"                                                  | 15 tháng 5 năm 2019 |
| Shiro đến nhà Kuroto nhưng lại nhầm phải nhà Kouenji, Kouenji tưởng mình ảo giác lần nữa do từng gặp Shiro. Shiro đi qua cửa bên cạnh và gặp Senko. Kuroto khi đó đang nằm nghỉ, anh sau đó mời Shiro chơi một trò chơi điện tử. Trò đầu tiên quá dễ với Shiro và cô muốn chơi một trò khác. Senko hỏi liệu họ muốn một bữa ăn nhẹ và trà không. Kuroto cố gắng đánh bại Shiro để ăn được chiếc bánh ngọt cuối cùng, anh tự tin vì lúc trung học mình từng rèn chơi game, nhưng sau đó thua cuộc khi bị Shiro đọc chiến thuật. Shiro sau đó trở về thế giới linh hồn. Senko ghé thăm Kouenji, biếu cô một hộp đồ ăn và dọn dẹp nhà cửa cô. Senko được Kouenji yêu cầu mặc một bộ đồ hầu gái (maid). Buổi tối, Kuroto trở về và ngạc nhiên trong bộ đồ mới của Senko, anh cho rằng nó vừa với Senko và nói mình thích bộ đồ cũ hơn. Tại thế giới linh hồn, Shiro nói về bộ đồ Senko mặc.                                                                                   | |                     |
| 7 | "Onushi, betsu no kitsune no nioi ga suru nō)" "おぬし、別のキツネの匂いがするのう ()"                           | 22 tháng 5 năm 2019 |
| Buổi tối, Kuroto không may bị đau phần bên lưng, anh nói với Senko rằng do mang vật nặng tại công ty và muốn cô mát xa. Từ xoa tay đến giậm chân, cú mát xa làm tan chùm bóng sau lưng Kuroto. Cả hai chuyển chỗ cho nhau, Kuroto mát xa lại Senko. Anh vô tình chạm vào phần đầu lông đuôi, Senko thấy phiền về điều đó. Cô sau đó cố cù lét Kuroto, trong khi Shiro theo dõi họ tại thế giới linh hồn. Buổi sáng hôm sau, Kuroto nhớ lại anh mơ về mình và Senko ăn inari sushi tại một gốc cây. Anh đến công ty khi Kouenji và Senko vứt rác. Tại văn phòng, một đồng nghiệp yêu cầu Kuroto trợ giúp. Trên đường về nhà, Kuroto thấy Shiro và cô muốn đưa anh về, nhưng trước hết họ dừng tại một ngôi đền để ăn. Shiro mở ra một con đường tắt dẫn đến nhà Kuroto. Trên đường, Shiro hỏi Kuroto lý do Senko đến giúp anh. Về nhà, Senko phát hiện mùi của một kitsune khác trên người Kuroto. Anh nói đó là mùi của Shiro khi cô đưa anh về nhà.                      | |                     |
| 8 | "Wara waga wasurete sa sete yarou!" "わらわが忘れてさせてやろう！ ()"                                            | 29 tháng 5 năm 2019 |
| Tại nhà mình, Kuroto có một buổi nghỉ mùa hè. Senko nhận thấy Kuroto chỉ nghỉ duy nhất một ngày khi cô hỏi anh. Shiro đột ngột xuất hiện và mời họ đến biển cùng Koenji. Koenjo ngạc nhiên khi Shiro mang cô theo trong lúc cô đang ngủ. Cô và Shiro đến chơi dưới nước trong khi Nakano và Senko vẫn trên bờ. Kuroto hỏi Senko mối quan hệ của họ gần gũi, cô đáp họ thân đến mức chơi game cùng nhau. Ai nấy đều chuẩn bị một trận bóng chuyền, nhưng đã phải kết thúc khi cơn đau lưng của Senko tái phát. Koenji tìm trong cặp cô và lấy ra một cái vỉ nướng. Kuroto bắt đầu đi tìm thức ăn, anh vào một căn chòi và thấy ai đó – một người phụ nữ. Người phụ nữ đó cho Kuroto những đồ hải sản, nhưng chưa kịp cảm ơn, anh không thấy cô ta đâu, anh nghĩ mình vừa nói chuyện với ma. Kuroto trở lại và ăn cùng mọi người. Đến tối, Senko dùng hỏa hồ của cô để tạo pháo hoa. Koenji thấy rằng pháo hoa khác thường, Shiro nói với cô không phải.                    | |                     |
| 9 | "Kō sureba hazukashiku nai jaro" "こうすれば恥ずかしくないじゃろ ()"                                             | 5 tháng 6 năm 2019  |
| 10 | "Tama ni wa dōshin ni kaeru no mo yoi jaro?" "たまには童心に返るのもよいじゃろ？) ()"                            | 12 tháng 6 năm 2019 |
| 11 | "Kon'ya wa sukoshi are sō ja no" "今夜は少し荒れそうじゃの) ()"                                                  | 19 tháng 6 năm 2019 |
| 12 | "Sore de mo, ayatsu o..." "それでも、あやつを......) ()"                                                         | 26 tháng 6 năm 2019 |